# Thomas Bamlett
Thomas Bamlett (* 4. Quartal 1880 in Kimblesworth; † 9. Oktober 1913 in Horden), Rufname Tom oder Tommy, war ein englischer Fußballspieler.

## Karriere
Bamlett spielte Anfang des 20. Jahrhunderts in seinem Heimatort Kimblesworth, einem Dorf nahe Chester-le-Street, County Durham, für den lokalen Klub Cricket und Fußball. Im Februar 1901 debütierte er für das Reserveteam von Newcastle United in der Northern Alliance und beeindruckte bei seinem Auftritt den Korrespondenten der Athletic News, der über Bamletts Auftritt vermerkte: „Eine Besonderheit des Spiels war die Leistung von Bamlett, aus Kibblesworth [sic], der erstmals in der United-Elf auftauchte. Obwohl nicht groß, besitzt Bamlett einen ausgezeichneten Körperbau und hat das komplette Erscheinungsbild, um sich zu einem erstklassigen Verteidiger zu entwickeln. Er musste sich sicherlich keinen hochklassigen Spielern entgegenstellen, aber seine Form bot ausreichend Beweis für das geübte Auge, dass er ein weit überdurchschnittlicher Spieler ist. Er schlug den Ball angesichts des schmierigen Rasens über gute Längen, grätschte furchtlos und seine Kaltschnäuzigkeit und Mittel, um einen Ball unter Bedrängnis zu platzieren, waren von höchst lobenswerter Beschaffenheit.“
Nach guten Auftritten im Reserveteam gehörte er Anfang Oktober 1901 als Reservespieler für das Auswärtsspiel in der First Division gegen Notts County zum Aufgebot der ersten Mannschaft und rückte nach dem Ausfall des Rechtsverteidigers Dave Gardner in die Mannschaft. Bei seinem Debüt gelang an der Seite des linken Verteidigers Tommy Davidson am 3. Oktober gegen Notts County ein 2:0-Erfolg, zum zwei Tage später in Birmingham stattfindenden Spiel gegen Small Heath reiste man direkt von Nottingham via Tamworth weiter. Die 1:3-Niederlage stellte zugleich Bamletts letzten Auftritt in der Football League dar. In der folgenden Partie stand wieder Gardner im Aufgebot, im weiteren Saisonverlauf bildeten zumeist Davidson und Bob Bennie das Verteidigerpaar. In den folgenden Jahren kam Bamlett nicht mehr über Einsätze im Reserveteam hinaus, das zu den stärksten Mannschaften im Nordosten Englands zählte und das neben dem Gewinn des Northumberland Senior Cups 1901 und 1904 auch die Meisterschaften der Northern Alliance (1901 und 1902) sowie der Northern League (1903 und 1904) errang.
Im Sommer 1904 wechselte er in die Southern League zum Londoner Klub West Ham United. Anlässlich seines Wechsels wurde er vom Kimblesworth Cricket Club, bei dem er 1904 den besten Batting Average erzielt hatte, im Rahmen einer Abendveranstaltung verabschiedet und erhielt hierzu „eine Reisetasche, Reisenecessaire, Anzugsring  und Raucherset.“ Anlässlich des historisch ersten Spiels im Upton Park, einem 3:0-Erfolg gegen den FC Millwall zum Saisonauftakt am 1. September 1904, bildete er mit Torhüter Matt Kingsley und Verteidiger Gardner die Defensive, beide kannte er bereits aus gemeinsamer Zeit bei Newcastle United. Im Februar 1905 wurde er von Sydney Hammond aus der Mannschaft verdrängt und Bamlett kehrte am Saisonende nach 18 Liga- und einem Pokaleinsatz (1:2 gegen Brighton & Hove Albion) in den Nordosten Englands zurück. Mit dem FC West Stanley spielte er noch bis 1909 in der North Eastern League; im Anschluss möglicherweise noch für Horden Athletic in der Wearside League.
Nach seiner Profilaufbahn arbeitete Bamlett als Bergwerkschmied und verstarb nach langer, schwerer Krankheit im Oktober 1913 in Horden. Beim folgenden Heimspiel wurde die Flagge an West Stanleys Stadion Murray Park auf halbmast gesetzt.